# گذرگاه لهستان

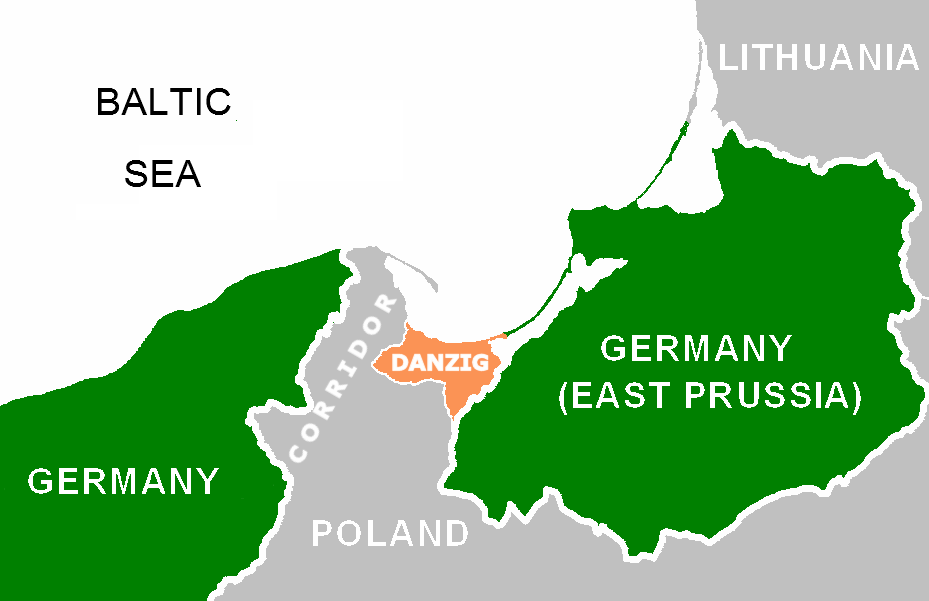
کریدور لهستان در ۱۹۲۳–۱۹۳۹

گذرگاه لهستان، کریدور لهستان یا گذرگاه دانتسیش نوار سرزمینی باریکی بود که به لهستان امکان دسترسی به دریای بالتیک را می‌داد و پروس خاوری را از بقیه آلمان جدا می‌کرد. این گذرگاه پس از جنگ جهانی اول و بر اساس پیمان ورسای به لهستان واگذار شد. بر اساس این پیمان همچنین ایالت آزاد دانتسیش، واقع در سواحل دریای بالتیک، که اکثریتی آلمانی‌زبان داشت، یک «شهر آزاد» تعیین شد که متعلق به هیچ کشوری نبود و زیر نظر جامعه ملل قرار گرفت. البته اجرای سیاست خارجی و گمرکی آن به حکومت لهستان واگذار شد.
آدولف هیتلر مدعی نظارت آلمان بر شهر دانزیگ شد. این دخالت، برای لهستانی‌ها ناخوشایند بود. لهستان همچنین به‌رغم فشارهای فزاینده آلمان، پیشنهاد هیتلر را برای لشگرکشی مشترک برای اشغال اوکراین نمی‌پذیرفت. با شروع تظاهرات ضد نازی در شهر ورشو و به بن‌بست رسیدن مذاکرات، از سوی آلمان، هیتلر یک طرفه پیمان حسن همجواری را که در سال ۱۹۳۴ میلادی با دولت لهستان بسته بود، به هم زد.